# Pentium Dual Core
A settembre 2006 Intel annunciò che il marchio Pentium sarebbe sopravvissuto anche nel 2007 grazie al processore Pentium Dual Core, che è poi effettivamente arrivato sul mercato il 3 giugno 2007.
Il nuovo processore, pur chiamandosi ancora "Pentium", ha ben pochi punti di contatto con l'omonima CPU del 1993; sostanzialmente si può dire che l'unica caratteristica comune è quella di essere entrambe CPU x86.
I nuovi Pentium Dual Core, sono basati sul core Conroe-L e si tratta di processori, che come dice anche il nome in codice, sono basati su una versione del core Conroe dei Core 2 Duo, quindi costruiti a 65 nm e basati sull'architettura Intel Core.

## Modelli originariamente annunciati
Inizialmente era previsto che, a differenza del progetto originale dual core, i nuovi Pentium sarebbero stati single core e, proprio per questo, proposti per la fascia bassa del mercato e indicati con la sigla "E1xxx", dove il numero "1" evidenziava proprio la presenza di un unico core.
Di seguito i modelli inizialmente annunciati da Intel:
- Pentium E1060 - clock di 1,8 GHz, cache L2 da 1 MB, FSB a 800 MHz
- Pentium E1040 - clock di 1,6 GHz, cache L2 da 1 MB, FSB a 800 MHz
- Pentium E1020 - clock di 1,4 GHz, cache L2 da 1 MB, FSB a 800 MHz

## Il cambio di rotta
A metà novembre 2006, Intel ha deciso di modificare i propri piani per i processori Pentium E1xxx, rimuovendoli dalla propria "roadmap" e sostituendoli da una nuova famiglia di CPU non più limitata dalla presenza di un solo core di processore.

Sono stati così annunciate le soluzionI della serie Pentium Dual Core, che come il nome lascia facilmente intendere sono basate su architettura dual core.
Il core Conroe-L viene comunque utilizzato anche nell'evoluzione della famiglia di processori Celeron (serie xxx) che però sono single core e, dall'inizio del 2008, nei nuovi Celeron Dual Core.

## Caratteristiche tecniche
Le differenze tra un Pentium Dual Core e un Core Duo sono diventate molto più limitate nel momento in cui si è deciso che anche i Pentium sarebbero stati dual core. Tra queste si possono citare la cache L2 limitata a 1 MB e il bus ridotto a 533 MHz; il consumo complessivo è lo stesso dei Core Duo Merom, ovvero 65 W.
Derivando dal Core Duo, tutte le principali tecnologie implementate sono le stesse: MMX, SSE, SSE2, SSE3, EM64T, SpeedStep e XD-bit.
Conseguentemente le prestazioni a parità di frequenza mediamente sono più basse facendo del Pentium Dual Core un processore con un rapporto prestazioni/prezzo eccezionale.
Il Pentium Dual Core è il brand Intel che riguarda la fascia di processori di prezzo basso utilizzati per i portatili. Come suggerisce il nome, ha due core che lavorano in parallelo utilizzando la stessa memoria condivisa. Il Pentium Dual Core originariamente si basava sul Core Duo, vedasi il Core Duo T2050, ma successivamente si sono visti dei rilasci basati sul Core 2 Duo.
Il brand Pentium Dual Core è apparso sui computers notebook all'inizio del 2007 con i processori T2060, T2080, e T2130 basati sul core 32-bit Yonah, derivato dal Pentium M. Questi sono molto simili ai processori Core Duo T2050, T2250, T2350 e T2450 usciti nel gennaio e maggio 2006, con l'eccezione che i Pentium Dual Core hanno una cache L2 da 1 MB invece di 2 MB, ed un FSB di 533 MHz. 
I successivi processori Pentium Dual Core basati sul Core 2 Duo sono stati inseriti nei T2310, T2330, e T2370 nel 2007. Questi processori sono basati sul Merom, che è la versione mobile del Core 2 Duo di Intel, e hanno ancora 1MB di cache L2 e girano ad una velocità clock inferiore rispetto ai concorrenti Core 2 Duo. Le serie T4xxx Pentium Dual Core si basa sul core Penryn con FSB di 800 MHz ed era prodotta in 45nm. La cache di secondo livello L2 è ancora di 1 MB. Chiaramente, utilizzando una frequenza di clock inferiore e metà della cache L2 (1 Mb), il Pentium Dual Core puntava alla fascia bassa di mercato dei notebook. Queste restrizioni ovviamente influiscono sulle prestazioni del processore, ma all'epoca avevano un prezzo ragionevole rispetto alla concorrenza.

## Prezzi delle varie versioni di Pentium Dual Core
Al momento della presentazione questi erano i prezzi delle due versioni arrivate sul mercato il 3 giugno 2007:
- Pentium E2160 - 84 $
- Pentium E2140 - 74 $

Il 26 agosto 2007 è arrivato anche il seguente modello:
- Pentium E2180 - 84 $

Il modello precedente E2160 è quindi calato fino a 74 $, mentre il modello base E2140, che originariamente doveva essere progressivamente ritirato, è rimasto a listino al prezzo di 71 $.
Il 2 dicembre 2007 è stato presentato un modello ancora più potente:
- Pentium E2200 - 84 $

Il modello E2180 è passato a 74 $ e l'E2160 a 64 $. La variante E2140 è stata invece ritirata.
Questi processori contribuirono a incrementare il numero di architetture dual core disponibili sul mercato. Intel prevedeva giustamente che questi processori avrebbero contribuito, una volta a regime, per il 18% del proprio volume di vendita complessivo, sostituendo progressivamente le vecchie soluzioni Pentium 4 serie 5xx e 6xx, basate sui core Prescott e Cedar Mill, la cui produzione è stata interrotta a fine 2007.

## Modelli arrivati sul mercato
La tabella seguente mostra i modelli di Pentium Dual Core arrivati sul mercato. Molti di questi condividono caratteristiche comuni pur essendo basati su diversi core; per questo motivo, allo scopo di rendere maggiormente evidente tali affinità e "alleggerire" la visualizzazione alcune colonne mostrano un valore comune a più righe. Di seguito anche una legenda dei termini (alcuni abbreviati) usati per l'intestazione delle colonne:
- Nome Commerciale: si intende il nome con cui è stato immesso in commercio quel particolare esemplare.
- Data: si intende la data di immissione sul mercato di quel particolare esemplare.
- N°Core: si intende il numero di core montati sul package: 1 se "single core" o 2 se "dual core".
- Socket: lo zoccolo della scheda madre in cui viene inserito il processore. In questo caso il numero rappresenta oltre al nome anche il numero dei pin di contatto.
- Clock: la frequenza di funzionamento del processore.
- Molt.: sta per "Moltiplicatore" ovvero il fattore di moltiplicazione per il quale bisogna moltiplicare la frequenza di bus per ottenere la frequenza del processore.
- Pr.Prod.: sta per "Processo produttivo" e indica tipicamente la dimensione dei gate dei transistors (180 nm, 130 nm, 90 nm) e il numero di transistor integrati nel processore espresso in milioni.
- Voltag.: sta per "Voltaggio" e indica la tensione di alimentazione del processore.
- Watt: si intende il consumo massimo di quel particolare esemplare.
- Bus: frequenza del bus di sistema.
- Cache: dimensione delle cache di 1º e 2º livello.
- XD: sta per "XD-bit" e indica l'implementazione della tecnologia di sicurezza che evita l'esecuzione di codice malevolo sul computer.
- 64: sta per "EM64T" e indica l'implementazione della tecnologia a 64 bit di Intel.
- HT: sta per "Hyper-Threading" e indica l'implementazione della esclusiva tecnologia Intel che consente al sistema operativo di vedere 2 core logici.
- ST: sta per "SpeedStep Technology" ovvero la tecnologia di risparmio energetico sviluppata da Intel e inserita negli ultimi Pentium 4 Prescott serie 6xx per contenere il consumo massimo.
- VT: sta per "Vanderpool Technology", la tecnologia di virtualizzazione che rende possibile l'esecuzione simultanea di più sistemi operativi differenti contemporaneamente.
- Core: si intende il nome in codice del progetto alla base di quel particolare esemplare.

| Nome Commerciale        | Data          | Socket | N°Core | Clock    | Molt. | Pr.Prod. | Voltag.        | Watt | Bus     | Cache             | XD | 64 | HT | ST | VT | Core     |
| ----------------------- | ------------- | ------ | ------ | -------- | ----- | -------- | -------------- | ---- | ------- | ----------------- | -- | -- | -- | -- | -- | -------- |
| Pentium Dual-Core E2140 | 3/giu/2007    | 775    | 2      | 1,6 GHz  | 8x    | 65 nm    | 1,21 V         | 65 W | 800 MHz | L1=2x64KB L2=1 MB | Sì | Sì | No | Sì | No | Conroe-L |
| Pentium Dual-Core E2160 | 3/giu/2007    | 775    | 2      | 1,8 GHz  | 9x    | 65 nm    | 1,21 V         | 65 W | 800 MHz | L1=2x64KB L2=1 MB | Sì | Sì | No | Sì | No | Conroe-L |
| Pentium Dual-Core E2180 | 26/ago/2007   | 775    | 2      | 2 GHz    | 10x   | 65 nm    | 1,21 V         | 65 W | 800 MHz | L1=2x64KB L2=1 MB | Sì | Sì | No | Sì | No | Conroe-L |
| Pentium Dual-Core E2200 | 2/dic/2007    | 775    | 2      | 2,2 GHz  | 11x   | 65 nm    | 1,21 V         | 65 W | 800 MHz | L1=2x64KB L2=1 MB | Sì | Sì | No | Sì | No | Conroe-L |
| Pentium Dual-Core E2220 | 1° quadr.2008 | 775    | 2      | 2,4 GHz  | 12x   | 65 nm    | 1,21 V         | 65 W | 800 MHz | L1=2x64KB L2=1 MB | Sì | Sì | No | Sì | No | Conroe-L |
| Pentium Dual-Core T2060 | gennaio 2007  | M      | 2      | 1,6 GHz  | 12x   | 65 nm    | 0.7625 V-1.3 V | 31 W | 533 MHz | L1=2x64KB L2=1 MB | Sì | No | No | Sì | Sì | Yonah    |
| Pentium Dual-Core T2080 | aprile 2007   | M      | 2      | 1,73 GHz | 13x   | 65 nm    | 0.7625 V-1.3 V | 31 W | 533 MHz | L1=2x64KB L2=1 MB | Sì | No | No | Sì | Sì | Yonah    |
| Pentium Dual-Core T2130 | metà 2007     | M      | 2      | 1,87 GHz | 14x   | 65 nm    | 0.7625 V-1.3 V | 31 W | 533 MHz | L1=2x64KB L2=1 MB | Sì | No | No | Sì | Sì | Yonah    |

## Il successore
Intel non ha rilasciato alcuna dichiarazione in merito a possibili successori del Pentium Dual Core, la cui produzione è stata interrotta nel 2010 per essere sostituita dal Pentium. Le serie Desktop E6000 e solo OEM Pentium SU2000 mobile e tutti i modelli successivi si sono chiamati semplicemente Pentium.